# جفتبلار
الجفتبلار نبات الجفتبلار من الأعشاب السامة
جدا التي تنمو في المروج (أراضي الحشاش المفتوحة) 
في جنوب أفريقيا. 
وكلمة جفتبلار تعني الورقة السامة.
وللجفتبلار اوراق ضيقة بيضية الشكل ، وعناقيد من الزهور
البيضاء الصغيرة . ولأنها تبدأ النمو مبكرا في بداية الموسم
قبل براعم حشائش المروج فقد تؤكل أحيانا من قبل الماشية
التي يصيبها التسمم عندئذ. والمكون النشط للسم هو
حمض الفلورأستيك . وتستخدم اوراق وبذور النباتات
المشابهة لتسميم الحيوانات الموبوءة مثل الفئران والخنازير
البرية.